# 제임스 디모너코
제임스 디모너코(영어: James DeMonaco, 1969년 4월 1일 ~ )는 미국의 영화 감독이다. 《퍼지》 시리즈의 연출자로 잘 알려져 있다. 프랜시스 포드 코폴라 감독의 1996년 작품 《잭》의 각본으로 데뷔하였다.

## 출연작 목록

### 영화
| 연도 | 제목                 | 원제                     | 배역       | 비고 |
| ---- | -------------------- | ------------------------ | ---------- | ---- |
| 1996 | 잭                   | Jack                     | 각본       |      |
| 1998 | 네고시에이터         | The Negotiator           | 각본       |      |
| 2005 | 어썰트 13            | Assault on Precinct 13   | 각본       |      |
| 2006 | 스킨워커스           | Skinwalkers              | 각본       |      |
| 2009 | 스태튼아일랜드       | Staten Island            | 연출, 각본 |      |
| 2013 | 더 퍼지              | The Purge                | 연출, 각본 |      |
| 2014 | 더 퍼지: 거리의 반란 | The Purge: Anarchy       | 연출, 각본 |      |
| 2016 | 더 퍼지: 일렉션 이어 | The Purge: Election Year | 연출, 각본 |      |